# Розпушуюча молекулярна орбіталь
Розпушуюча молекулярна орбіталь — молекулярна орбіталь, що утворюється комбінацєю атомних орбіталей за теорією методу МО ЛКАО з поглинанням енергії та зменшенням величини хвильової функці, що супроводжується розпорошенням, а не концентруванням  електронної густини. У теорії МО електрони описуються хвильовою функцією. Коли такі хвилі знаходяться близько і в різних фазах (протифазні, знаки функцій різні), це приводить до їх комбінації (взаємодії) і нового, нестабільного щодо попередніх станів, утворення. Таким чином стабільний зв'язок не формується між цими двома атомними орбіталями та як наслідок це приводить до відштовхування обох атомів. Таким чином Розпушуюча молекулярна орбіталь має протилежні властивості до Зв'язуючої молекулярної орбіталі.

## Опис

Приклад віднімадання хвильових функцій електронів з утворенням σ* у двоатомній молекулі водню. a, b — відносні позиції протонів

За методом МО ЛКАО хвильова функція {\displaystyle \Psi }, що відповідає молекулярній орбіталі (МО), є лінійною комбінацією (сумою) функцій атомних орбіталей (АО):

{\displaystyle \Psi =c_{a}\psi _{a}+c_{b}\psi _{b}+...+c_{n}\psi _{n}}, 
 або
{\displaystyle \Psi =c_{a}\psi _{a}-c_{b}\psi _{b}-...-c_{n}\psi _{n}}, 

де n — кількість атомів у молекулі, {\displaystyle \psi _{a}}, {\displaystyle \psi _{b}},…{\displaystyle \psi _{n}} — хвильові функції електронних орбіталей атомів, що взаємодіють, с — числові коефіцієнти, які визначають внесок кожної АО у МО і значення яких визначають з огляду на умову мінімуму енергії. У разі віднімання (-) {\displaystyle \psi _{a}}, {\displaystyle \psi _{b}}… {\displaystyle \psi _{n}} (знаки обох функцій від'ємні), хвильова функція {\displaystyle \Psi } спадає і абсолютне значення хвильової функції {\displaystyle \Psi } у просторі між ядрами зменшується. Це означає, що при утворенні молекулярної орбіталі густина електронної хмари у між'ядерному просторі зменшується, внаслідок чого атомні ядра молекули притягуються не до між'ядерної області, а до периферії молекули, тобто ніби відштовхуються одне від одного. В даному випадку хімічний зв'язок між атомами не виникає. На такій МО електрон матиме більшу енергію, як на вихідній АО і не створюватиме зв'язку.

## Диатомні молекули

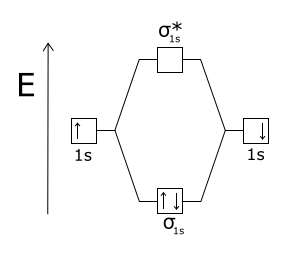
Енергетична діаграма утворення молекули дигідрогену. Молекула дигідрогену H2  - стабільна, оскільки  розпушуюча молекулярна орбіталь σ*1s незаповнена, а зв'язуюча МО σзв1s  заповнена електронами з утворенням ковалентного зв'язку
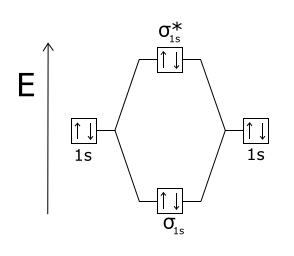
Енергетична діаграма утворення молекули гелію.   Молекула гелію He2  - нестабільна, оскільки чотири електрони заповнюють зв'язуючу МО σзв1s та розпушуючу молекулярна орбіталь σ*1s, а σ*1s заважає утворенню сигма-зв'язку